# Дубица-Дольна
Дубица-Дольна (пол. Dubica Dolna) — деревня в Бяльском повете Люблинского воеводства Польши. Входит в состав гмины Вишнице. По данным переписи 2011 года, в деревне проживало 226 человек.

## География
Деревня расположена на востоке Польши, на левом берегу реки Зелявы, на расстоянии приблизительно 27 километров к югу от города Бяла-Подляска, административного центра повета. Абсолютная высота — 150 метров над уровнем моря. Через населённый пункт проходит региональная автодорога 812.

## История
В XIX веке существовала деревня Дубица, из которой позднее выделились деревни Дубица-Дольна и Дубица-Гурна. По данным на 1827 год в Дубице имелось 47 дворов и проживало 303 человека. Согласно «Справочной книжке Седлецкой губернии на 1875 год» деревня входила в состав гмины Городище Влодавского уезда Седлецкой губернии.
В период с 1975 по 1998 годы находилась в составе Бяльскоподляского воеводства.

## Население
Демографическая структура по состоянию на 31 марта 2011 года:
|         | Всего | До трудоспособного возраста | Трудоспособного возраста | Старше трудоспособного возраста |
| ------- | ----- | --------------------------- | ------------------------ | ------------------------------- |
| Мужчины | 120   | 25                          | 72                       | 23                              |
| Женщины | 106   | 21                          | 53                       | 32                              |
| Всего   | 226   | 46                          | 125                      | 55                              |